# آسیاب سمیع‌پور
بقایای آسیاب سمیع پور مربوط به دوره قاجار است و در شهرستان استهبان، بخش مرکزی، ۳۸۵۰ متری شمال غربی شهر ایچ، دامنه کوه بن دره، ۱/۲ کیلومتری غرب آثار قدیمی مشهور به چهاربرکه واقع شده و این اثر در تاریخ ۲۷ اسفند ۱۳۸۷ با شمارهٔ ثبت ۲۶۵۷۴ به‌عنوان یکی از آثار ملی ایران به ثبت رسیده است.